# Giulio Nicoletta
Giulio Nicoletta (Crotone, 21 agosto 1921 – Giaveno, 23 giugno 2009) è stato un partigiano e militare italiano, decorato con la medaglia d'argento al valor militare.

## Biografia
Nato a Crotone il 21 agosto 1921, terminò gli studi classici al liceo "Pitagora". Come sottotenente di complemento su assegnato al 1º reggimento carristi a Vercelli. Dopo l'8 settembre 1943 si unì subito alla lotta partigiana e a Bruino (TO) diede vita, insieme al fratello Franco, alla banda partigiana "Nicoletta".
Nel gennaio del 1944 fu ferito durante un combattimento contro i nazifascisti vicino a Trana (TO). Nell'aprile dello stesso anno avviò delle trattative con i tedeschi per il rilascio di 51 ostaggi cumianesi (per i quali avrebbe a sua volta rilasciato i soldati tedeschi suoi prigionieri), ma essi violarono gli accordi e uccisero tutti gli ostaggi. Nell'autunno 1944 fu costituita in Val Sangone la 43ª Divisione autonoma "Sergio de Vitis" di cui assunse il grado di comandante.
Nel 1945, anno in cui avvenne l'insurrezione, fu tra i primi a recarsi a Torino insieme ai suoi partigiani per impedire l'entrata in città delle truppe naziste del generale Hans Schlemmer.
Al termine della guerra restò in Piemonte e si stabilì a Giaveno, in provincia di Torino, dove si spense il 23 giugno 2009.

## Galleria d'immagini

Giulio Nicoletta.
Giulio Nicoletta al comando di una parata militare.

## Onorificenze
Giovane sottotenente carrista, dotato di elevati doti di carattere e coraggio, raccolti, all’armistizio, intorno a sé i propri uomini, si portava in valle Sangone unitamente ad alcune autoblinde ed automezzi, dando vita a una formazione partigiana. In numerosi combattimenti, sempre alla testa dei suoi gregari, dimostrava spiccate capacità organizzative e di comando, imponendosi all’ammirazione degli altri gruppi partigiani che chiedevano di porsi ai suoi ordini. Riunite le varie bande in un’unica formazione, conduceva senza tregua con essa, per oltre un anno, una accanita guerriglia procurando serie perdite al nemico e concorrendo infine alla liberazione di Torino. Piemonte, 10 settembre 1943 - maggio 1945.   

## Riconoscimenti
A Giulio Nicoletta è intitolata la Scuola Media di Coazze (TO). Alla cerimonia di scoprimento della targa di intitolazione della scuola, il 31 ottobre 2015, era presente il Presidente della Repubblica, Sergio Mattarella.